# Associação Observa-Rio
Associação Observa-Rio é uma agremiação esportiva da cidade do Rio de Janeiro. 

## História
O clube disputa o Copa Rio Amador da Capital, antigo Departamento Autônomo do Rio de Janeiro.